# Ramon Roca i Puig
Ramon Roca i Puig (Algerri, Noguera 1906 - Montserrat, Bages, 29 de juny de 2001) fou un papiròleg, hel·lenista i sacerdot català.
Dr. Ramon Roca-Puig. Va néixer a Algerri (la Noguera) el 23 de març de 1906, on els seus pares Pere Roca i Elvira Puig, eren mestres titulars de l'escola.
Quan va morir la mare l'any 1909, en donar a llum el seu tretzè fill, sumada a la mort d'altres fills encara infants, va fer que Pere Roca demanés el trasllat a Arenys de Mar, on passà a viure amb la seva família. Va prendre possessió del seu lloc el primer de febrer de 1910. Amb encara no quatre anys, Ramon Roca passà a viure a Arenys de Mar, on van transcórrer els anys de la seva infantesa i primera joventut.
Seguí carrera eclesiàstica, primer al seminari de Girona i després al Conciliar de Barcelona, i es va doctorar en Teologia a la Universitat Pontifícia de Tarragona el 1928. Fou ordenat prevere el 22 de setembre del mateix any i celebrà la seva primera missa el dia 7 d'octubre a la parròquia de Santa Maria d'Arenys.
La influència rebuda pels clergues i humanistes Carles Cardó i Josep M. Llovera fou determinant per a la seva especialització com a llatinista i hel·lenista. Durant els anys de la guerra civil va seguir estudis a la Universitat Catòlica de Milà en Filologia Clàssica i on s'aplicà a la papirologia de la mà del Dr. Aristide Calderini. Posteriorment, seguí estudis de crítica textual al Pontifici Institut Bíblic de Roma, i aprofundí en la seva especialització a la Universitat Catòlica de Lovaina.
Fou canonge al capítol de Barcelona i col·laborà en la Fundació Bíblica Catalana. Ensenya llengües clàssiques a l'Institut Balmes de Barcelona, fou catedràtic de grec antic al Seminari Conciliar de la diòcesi, i del 1960 al 1964 fou també catedràtic de grec a la Universitat de Barcelona.
Durant aquells anys va fer molts viatges al Pròxim Orient (Palestina i Egipte), on va adquirir la seva important col·lecció papirològica. El 1952 va crear a Barcelona la Fundació Sant Lluc Evangelista, on aplegà la seva rellevant col·lecció de papirs, de la qual publicà texts clàssics d'autors com ara Homer (fragments ptolemaics, del s. III aC, de la Ilíada i de l'Odissea), bíblics grecs (fragment de l'Evangeli segons Mateu, del s. II) i coptes del s. III i del IV, i literaris cristians.
Des de 1975 era canonge de la Seu de Barcelona.
L'any 1985 la Generalitat de Catalunya li atorgà la medalla "Monturiol" al mèrit científic.
El 1988 va rebre la Creu de Sant Jordi: web gencat
La seva ingent obra d'investigació de papirs en llatí, grec i copte li ha valgut el reconeixement internacional del món científic pel rigor i la riquesa de les seves aportacions; més concretament, per haver estat autor de la primera versió catalana dels quatre Evangelis a partir del text original grec, per la creació de la "Fundació Sant Lluc Evangelista", i pels seus estudis sobre el recull de papirs aplegats sota el nom de "Papyri Barcinonenses".
El 1993 va rebre la Medalla d'Or de la Generalitat de Catalunya.
El 25 de maig de 1989 el Ple de l'Ajuntament d'Arenys de Mar prenia, per unanimitat, l'acord de proclamar-lo fill adoptiu de la vila.
Preocupat pel futur dels seus papirs, Ramon Roca va decidir llegar el seu patrimoni a Montserrat, tal com també li aconsellaven els seus amics més íntims. L'abat de Montserrat, Sebastià Bardolet, li va oferir un apartament al Monestir i Roca es va instal·lar a l'Abadia, portant el seu fons papirològic passant els darrers anys de la seva vida a Montserrat a prop dels seus papirs fins al dia de la seva mort. De fet, quinze dies abans de morir encara va seure al seu despatx, envoltat dels seus papirs, de la seva biblioteca i de les seves publicacions. Va morir l'any 2001 a l'edat de 95 anys.
Va deixar la seva col·lecció de papirs Papyri Montserratenses-Roca a la Abadia de Montserrat.
Pel seu exprés desig fou enterrat al cementiri municipal d'Arenys de Mar dissabte 30 de juny de 2001.
El Dr. Ramon Roca, va fer donació a l'Arxiu Municipal Fidel Fita d'Arenys de Mar del conjunt de la seva obra i correspondència científica.

## Obres
- Gramática y antología griega (1946)
- GRAMÁTICA GRIEGA - MÉTODO CÍCLICO - PRIMER CURSO (1949)
- La Sagrada Bíblia. Barcelona: Foment de Pietat Catalana, 1928 – 1961. [Bíblia incompleta, varis volums. Els Quatre Evangelis són traducció del Dr. Roca i Puig, traduït del grec].
- Miscel·lània papirològica Ramon Roca-Puig (1987)
- RAMON ROCA-PUIG I LA CIÈNCIA DELS PAPIRS.(1989)
- Anàfora de Barcelona
- Missa del segle IV (1994)